# Сочинение ко Дню Победы
«Сочине́ние ко Дню Побе́ды» — российский фильм 1998 года. Режиссёр — Сергей Урсуляк. В этом фильме  Олег Ефремов сыграл свою последнюю роль в кино.
Премьера в кино состоялась 21 января 1999 года, а на телевидении — 9 мая 1999 года на канале НТВ.

## Сюжет
Действие фильма происходит в 1990-х годах. За кадром эти действия комментирует маленькая девочка — праправнучка главных героев (из ближайшего будущего).
Перед Парадом Победы в милицию попадает, за участие в демонстрациях, ветеран Великой Отечественной войны — Иван Дьяков (Михаил Ульянов) (на войне он был командиром экипажа самолёта).
Его бывший штурман Дмитрий Киловатов (Олег Ефремов), ставший важным человеком в деловой структуре, вытаскивает фронтового товарища из КПЗ и сообщает ему, что скоро на московском аэродроме приземлится их третий член экипажа — стрелок Лёвка Моргулис (Вячеслав Тихонов).
Дьяков встречает Моргулиса, который к тому времени, оказывается, ослеп, и везёт его к себе домой. Дома у него происходит сцена с дочерью, которая никак не может выйти замуж, потому что все её женихи не нравятся отцу.
Дмитрия Киловатова арестовывают за махинации в его Благотворительном Фонде, к которым он отношения не имел. Фронтовики решают вытащить из тюрьмы своего боевого товарища: угоняют джип, продают его, вручают взятку сотруднику прокуратуры, однако их действия перемежаются с интригами внутри прокуратуры, поэтому успеха не имеют. Отчаявшись добиться справедливости, ветераны проникают на аэродром и захватывают самолёт Ил-86, следующий международным рейсом. Тогда к ним приводят Дмитрия Киловатова. Ветераны, выпустив всех пассажиров, взлетают на авиалайнере. Праправнучка в конце фильма говорит: «До сих пор остаётся загадкой, куда они улетели. Их самолёт сразу скрылся с экранов локаторов. Поисковые группы искали его по всей Земле, но он нигде не приземлился».
Фильм завершается своеобразной данью создателей фильма реальным советским солдатам и офицерам — победителям в Великой Отечественной войне: сначала показаны кадры, запечатлевшие Парад Победы 1945 года, а затем, уже в наше время, реальные ветераны-фронтовики разных родов войск по одному проходят перед камерой, задерживаясь, чтобы отдать воинское приветствие или поклониться, что также представляет собой символический Парад Победы.

## В ролях
| Актёр                 | Роль                                     |
| --------------------- | ---------------------------------------- |
| Олег Ефремов          | Дмитрий Киловатов                        |
| Вячеслав Тихонов      | Лев Моргулис                             |
| Михаил Ульянов        | Иван Дьяков                              |
| Зинаида Шарко         | Нина, дворничиха                         |
| Владимир Кашпур       | Степанюк, бывший сотрудник СМЕРШа        |
| Владимир Машков       | Саша, сын Моргулиса                      |
| Сергей Маковецкий     | Чечевикин, следователь                   |
| Владимир Ильин        | Звягин                                   |
| Владимир Меньшов      | генерал                                  |
| Лика Нифонтова        | Соня, дочь Дьякова                       |
| Сергей Никоненко      | Нечипоренко, начальник аэропорта         |
| Александр Сирин       | сотрудник прокуратуры                    |
| Геннадий Назаров      | Вова, контуженный милиционер             |
| Сергей Степанченко    | Михалыч, сосед Дьякова                   |
| Дарья Урсуляк         | праправнучка Ивана и Льва                |
| Анатолий Соловьёв     | мрачный ветеран                          |
| Игорь Золотовицкий    | психолог                                 |
| Валентин Козачков     | пассажир самолёта, старый друг Моргулиса |
| Сергей Баталов        | милиционер                               |
| Владимир Большов      | Валерий Никитин                          |
| Александр Корженков   | Шутов                                    |
| Федор Добронравов     | Слава, любовник Сони                     |
| Вадим Захарченко      | ветеран на репетиции парада              |
| Роман Мадянов         | «Чубайс»                                 |
| Марк Гейхман          | жилец-хасид                              |
| Сергей Данилевич      | прокурор                                 |
| Игорь Юраш            | бандит                                   |
| Максим Виторган       | бандит                                   |
| Олег Кассин           | Чабан                                    |
| Константин Лавроненко | Костя, лётчик                            |
| Павел Винник          | ветеран на репетиции парада              |
| Николай Мерзликин     | командующий на репетиции парада          |
| Любовь Соколова       | Аня, ветеран                             |
| Тамара Яренко         | эпизод                                   |
| Клавдия Козлёнкова    | участница парада                         |
| Сергей Дорогов        | бармен                                   |